# خوان استيبان رودريغيز سيجورا
خوان استيبان رودريغيز سيجورا (بالإسبانية: Juan Esteban Rodríguez Segura)‏ هو سياسي تشيلي، ولد في 24 أبريل 1818 في تشيلي، وتوفي بنفس المكان في 17 سبتمبر 1901. حزبياً، نشط في Conservative Party (Chile) ‏. وقد انتخب عضو مجلس النواب من شيلي.